# Hidrat de metan
Hidratul de metan este o substanță solidă, un amestec de gheață și metan, El se află în cantități imense la temperaturi scăzute aproximativ 2˚ C și presiuni ridicate de cel puțin 30 de atmosfere, la câteva sute de metri adâncime (300–800 m) pe fundul oceanelor. Cantitățile fiind estimate la ca. 2-5 catralioane de metri cub de metan. Apa cristalizată în formă sferică ține captive în interior moleculele de gaz metan. De regulă aceste zăcăminte se găsesc și în solurile de permafrost din zonele reci ale globului ca Alaska și Siberia. Sub straturile înghețate de metan care pot atinge grosimi de sute de metri se află sub presiune gaz metan liber.
Hidratul de metan, numit de asemenea și clatrat de metan, hidrometan sau hidrat de gaze naturale, este un solid compus clatrat în care o cantitate mare de metan este prinsă într-o structură cristalină de apă, formând un solid similar gheții. Inițial s-a crezut că poate să apară numai în regiunile exterioare ale Sistemului Solar, unde temperaturile sunt scăzute, dar au fost găsite depozite semnificative de hidrat de metan și în sedimentele din oceanele Pământului.
Clatrații de metan sunt componente comune ale geosferei, ele apărând atât în structurile adânci de sedimente, cât și sub formă de aflorimente de pe fundul oceanului. Hidrații de metan se crede că se formează prin migrarea gazului de adâncime de-a lungul defectelor geologice, urmată de precipitare sau cristalizare, sau la contactul curentului în creștere a gazului cu apa rece. Aceștia sunt, de asemenea, prezenți în nucleele adânci de gheață ale Antarcticii.

## Modul de formare
Hidratul de metan sau "gheața care arde" constituie o sursă importantă de combustibil, metanul este rezultatul acțiunii bacteriilor anaerobe asupra organismelor moarte, bacteriile descompunând substanțele organice în molecule mai mici. Organismele marine trăiesc până la câteva sute de metri adâncime, lucru care explică inexistența hidratului de metan la adâncimi mai mari de 2000 m. Apa și metanul nu reacționează chimic între ele și în zonele unde se întrunesc condițiile de înghețare instantanee a apei, se formează structuri sferice din 20 sau 24 de molecule de apă care prind captiv în interior moleculele de gaz metan. Un decimetru cub hidrat de metan conține 168 de litri de metan (gaz).
Primele cantități de gaz metan extras din gheața de sub sol au fost obținute prin anii 1970, în Siberia, extragerea din mare e mai dificilă. În Marea Japoniei și Canada utilizând o nouă metodă cu aer cald s-a reușit recent să se extragă gaz metan. Guvernul de la Tokyo estimează că va exploata aproximativ șapte trilioane de tone de metan, în viitorul deceniu.

## Incălzirea globală
Încălzirea globală care este fenomenul de creștere continuă a temperaturilor medii înregistrate ale atmosferei în imediata apropiere a solului, precum și a apei oceanelor, a fost constatată în ultimele două secole, dar mai ales în ultimele decenii. Aceasta dacă continuă poate determina topirea straturilor de hidrat de metan, care este urmată de eliberare masivă de metan în atmosferă care va duce la creșterea și mai mare a efectului de seră.